# Sri Lankabhimanya
Le Sri Lankabhimanya (en singhalais : ශ්රී ලංකාභිමාන්ය; translitéré Śrī Laṃkābhimānya, en tamoul : சிறீ லங்காபிமான்ய; translitéré Ciṟī Laṅkāpimāṉya; traduit La fierté du Sri Lanka) est la plus haute distinction civile du Sri Lanka décernée par le président du Sri Lanka au nom du gouvernement. 

## Description
Cet honneur est conféré aux civils qui ont rendu un service exceptionnel et distingué à la nation. L'honneur ne peut être détenu que par cinq Sri Lankais à un moment donné, et peut également être conféré à titre posthume; A. T. Ariyaratne et Lester James Peries sont les seuls récipiendaires actuels du prix. 
Depuis 1986, il a été décerné 8 fois.
L'honneur est classiquement utilisé comme un titre ou un préfixe au nom de la personne qui reçoit le prix.

## Liste des récipiendaires
- Décerné à titre posthume

| # | Année | Lauréat                             | Domaine       | Attribué par               |
| - | ----- | ----------------------------------- | ------------- | -------------------------- |
| 1 | 1986  | Ranasinghe Premadasa (1924–1993)    | Gouvernement  | Junius Richard Jayewardene |
| 2 | 1993  | Dingiri Banda Wijetunga (1916–2008) | Gouvernement  | Ranasinghe Premadasa       |
| 3 | 2005  | Arthur C. Clarke (1917–2008)        | Science       | Chandrika Kumaratunga      |
| 4 | 2005  | Lakshman Kadirgamar (1932–2005)     | Gouvernement  | Chandrika Kumaratunga      |
| 5 | 2007  | A. T. Ariyaratne (1931–)            | Service civil | Mahinda Rajapaksa          |
| 6 | 2007  | Lester James Peries (1919–)         | Cinéma        | Mahinda Rajapaksa          |
| 7 | 2007  | Christopher Weeramantry (1926–2017) | Droit         | Mahinda Rajapaksa          |
| 8 | 2017  | W. D. Amaradeva (1927–2016)         | Musique       | Maithripala Sirisena       |